# Batalla de Crisa
La batalla de Crisa fue una batalla reñida en el transcurso de las guerras Sicilianas, en 392 a. C., en las orillas del río Crisa (hoy Dittaino), entre el ejército cartaginés de Magón II y el ejército griego de Dionisio I, tirano de Siracusa, que fue ayudado por Agiris, tirano de la ciudad sícula de Agira. 
La derrota de Magón por Dionisio en Abaceno en 393, no había hecho mella en el poder cartaginés en Sicilia. Tras recibir refuerzos de Cartago en 392 a. C., Magón lanzó una ofensiva contra los sículos aliados con Siracusa en el centro de Sicilia. Después de que los cartagineses llegaran cerca del río Crisa y acamparan allí, los sículos hostigaron sus líneas de suministro imposibilitando un buen abastecimiento, mientras que los soldados griegos se rebelaron y desertaron de Dionisio cuando no quiso enfrentar a los cartagineses en una batalla campal. Magón y Dionisio acordaron un tratado de paz, que permitió a los cartagineses ocupar formalmente el área al oeste del río Halicos, mientras que a Dionisio se le permitió ocupar las tierras sículas. La paz duró hasta 383 a. C., cuando Dionisio atacó a los cartagineses de nuevo.